# Крид 2
Запросы «Рокки 8» и «Рокки VIII» перенаправляются сюда.
«Крид 2» (англ. Creed II) — американский спортивный драматический фильм с Майклом Б. Джорданом и Сильвестром Сталлоне в главных ролях, являющийся восьмым по счёту во франшизе «Рокки» и вторым в её побочной серии. Сюжет продолжает историю фильмов «Крид: Наследие Рокки» и «Рокки 4», возвращая на экраны таких персонажей, как Иван Драго, Людмила Драго и Роберт Бальбоа в исполнении Дольфа Лундгрена, Бригитты Нильсен и Майло Вентимильи соответственно. Также в картине снялись Тесса Томпсон, Флориан Мунтяну, Филисия Рашад и другие актёры.
Авторами сценария, написанного по сюжету Саши Пенна и Чео Ходари Кокера, выступили Юэль Тейлор и Сильвестр Сталлоне, который до этого в одиночку написал сценарии шести первых фильмов, а также участвовал в доработке и корректировке сценария седьмой ленты. На должность постановщика, как и в седьмом фильме, было решено пригласить начинающего кинодеятеля, которым на этот раз стал Стивен Кейпл-младший — режиссёр драмы «Земля обетованная», являвшейся его первой и единственной тогда полнометражной работой. Кейпл-младший был назначен на свою должность в связи с уходом Райана Куглера — режиссёра и основного сценариста предыдущей ленты, который из-за занятости в фильме «Чёрная пантера» смог принять участие лишь в качестве исполнительного продюсера вместе с Майклом Б. Джорданом.
Выход фильма в кинотеатральный прокат в США состоялся 21 ноября 2018 года, а в России — 10 января 2019 года.

## Сюжет
За три года, прошедших после проигрыша Рики Конлану, Адонис Крид одерживает ряд побед, кульминацией которых является победа над Дэнни «Каскадёром» Уилером за титул чемпиона в супертяжёлом весе по версии WBC, а также возвращает проигранный им в их прошлую встречу Ford Mustang. Став звездой мирового масштаба, Адонис делает предложение своей девушке Бьянке Тейлор, которая соглашается выйти за него замуж. Когда Бьянка предлагает начать новую совместную жизнь в Лос-Анджелесе, Адонис отказывается, так как не хочет оставлять свою жизнь в Филадельфии, а также своего тренера и друга Рокки Бальбоа, заменившего Донни отца.
Между тем Иван Драго, бывший чемпион СССР по боксу, который убил отца Адониса, Аполло Крида, в показательном бою 33 года тому назад, видит возможность вернуть былую славу и положение среди спортивной элиты России, которую он потерял после поражения от Рокки Бальбоа в Москве в том же году, из-за чего оказался «за 101-м километром», и теперь влачит жалкое существование в трущобах Киева. Он побуждает своего сына, Виктора Драго, усиленно тренироваться и драться с невиданной яростью, чтобы получить столь вожделенный титул чемпиона мира. Это пробуждает интерес у американского промоутера Бадди Марселя, который предлагает Драго бой против Адониса. Когда Рокки выступает против решения Адониса принять вызов Виктора, Адонис, чувствуя себя преданным, решает уехать в Лос-Анджелес.
Адонис и Бьянка поселяются в роскошной квартире в Лос-Анджелесе вместе с приёмной матерью Адониса и вдовой Аполло Мэри Энн. Пока Адонис и Бьянка приспосабливаются к новой жизни на западном побережье и готовятся к предстоящему бою с Виктором, Бьянка узнаёт, что беременна. Адонис вербует Тони «Малыша Дюка» Эверса, сына тренера его отца, в качестве замены Рокки. Ошеломлённый всеми последними событиями в своей жизни, Адонис яростно дерётся с Виктором, но когда во время перерыва Иван напоминает Виктору, как его мать, Людмила, бросила их, Адонис получает тяжёлую травму. Виктор дисквалифицирован за то, что ударил Адониса, когда тот уже упал и рефери «официально» остановил бой, позволяя Адонису сохранить чемпионский титул в супертяжёлом весе. Однако Виктор заявляет, что Донни потерял титул, после чего выигрывает серию боёв и завоёвывает огромную популярность в России.
Его тело и эго повреждены, Адонис всё более отдаляется от Бьянки. Мэри Энн обращается к Рокки в надежде, что он придёт, чтобы помочь Адонису выйти из спада, помня страдания самого Аполло после «поражения» от Рокки; сам Рокки прибывает в Лос-Анджелес и мирится с Адонисом, соглашаясь тренировать его должным образом для реванша против Виктора, который страдает от мучительных тренировок своего отца и всё больше чувствует, что он лишь инструмент его амбиций. Бьянка рожает девочку, и они называют её Амара. Страхи Адониса и Бьянки реализуются, когда их ребёнок рождается глухим, унаследовав от Бьянки прогрессирующее дегенеративное расстройство слуха.
В то время как Виктор продолжает публично насмехаться над Адонисом, его отец постоянно давит на него, чтобы вернуть себе их честь. Иван, кажется, наслаждается вниманием СМИ и различных российских делегатов, с которыми Виктору неудобно. На торжественном обеде они с Иваном встречаются с Людмилой, его матерью и бывшей женой Ивана, впервые за много лет после того, как она бросила их обоих после поражения от Рокки. Виктор сразу же приходит в ярость при виде матери и отчитывает Ивана за его общение с людьми, которые их изгнали. Иван пытается убедить сына, что это единственный способ вернуть то, что «их по праву», но в глубине души сам понимает, что бросил своего сына на растерзание призракам прошлого. Вернувшись в Америку, Рокки ведёт Адониса в заброшенное место в калифорнийской пустыне, чтобы переобучиться, описывая его как место, где бойцы возрождаются. Адонис проходит строгий и жестокий тренировочный режим с Рокки, сосредоточившись на борьбе изнутри и тренируя своё тело, чтобы неоднократно поглощать тяжёлые удары, которые, как он знает, он получит от Виктора на ринге.
Матч-реванш в Москве значительно более сбалансирован, поскольку более контролируемый и сфокусированный Адонис обменивается равными ударами с Виктором. Поскольку Виктор привык выигрывать все свои бои нокаутом, его бои никогда не продолжались после четвертого раунда, что Адонис использует в своих интересах, затягивая бой, даже после того, как его рёбра снова ломаются. В десятом раунде после очередного нокдауна Адонис развязывает яростный бой и дважды сбивает Виктора с ног. Людмила, которая сидела рядом с рингом с некоторыми из сторонников Виктора, уходит, когда инициатива смещается в пользу Адониса, выбивая Виктора из равновесия эмоционально. Иван тоже это замечает и в полной мере осознаёт как правоту сына, так и то, что даже если Виктор выиграет, это не сотрёт всех тех лет изгнания. Когда Виктор загнан в угол и получает несколько ударов, не защищаясь, но не желая падать, Иван бросает полотенце, уступая бой Адонису, чтобы ему самому не пришлось держать мёртвое тело сына, как когда-то Рокки держал мёртвое тело Аполло. Хотя Виктору стыдно, Иван уверяет Виктора, что ничего страшного в поражении нет, и обнимает его, впервые проявив отцовскую любовь. Когда Бьянка выходит на ринг, чтобы праздновать с Адонисом, Рокки отходит от них, говоря Адонису, что это «его время», и садится, чтобы наблюдать за ними снаружи ринга.
Позже Виктор и Иван возвращаются в киевские трущобы и вместе тренируются к новым боям, начав по-настоящему сближаться. Рокки едет в Ванкувер, чтобы помириться со своим сыном Робертом, и впервые встречает своего внука Логана, отмечая, насколько он похож на Адриану. Адонис посещает могилу Аполло, где мирится с покойным отцом и бременем, связанным с его наследием; он и Бьянка знакомят его с внучкой, которая носит новые слуховые аппараты.

## В ролях
| Актёр                | Роль                   |
| -------------------- | ---------------------- |
| Майкл Б. Джордан     | Адонис Крид            |
| Сильвестр Сталлоне   | Рокки Бальбоа          |
| Тесса Томпсон        | Бьянка Тейлор          |
| Дольф Лундгрен       | Иван Драго             |
| Флориан Мунтяну      | Виктор Драго           |
| Филисия Рашад        | Мэри Энн Крид          |
| Андре Уорд           | Дэнни «Каскадёр» Уилер |
| Вуд Харрис           | Тони «Малыш Дюк» Эверс |
| Расселл Хорнсби      | Бадди Марсель          |
| Бригитта Нильсен     | Людмила Драго          |
| Майло Вентимилья     | Роберт Бальбоа         |
| Робби Джонс          | Логан Бальбоа          |
| Джейкоб «Стич» Дюран | в роли самого себя     |
| Майкл Баффер         | в роли самого себя     |
| Рой Джонс            | в роли самого себя     |
| Эвандер Холифилд     | в роли самого себя     |
| Шугар Рэй Леонард    | в роли самого себя     |

| Майкл Б. Джордан | Сильвестр Сталлоне | Тесса Томпсон    |
| Дольф Лундгрен   | Филисия Рашад      | Вуд Харрис       |
| Андре Уорд       | Бригитта Нильсен   | Майло Вентимилья |

## Создание

### Замысел
29 октября 2015 года, менее чем за месяц до выхода «Крид: Наследие Рокки» в прокат, было объявлено о том, что в случае кассового успеха продюсер Ирвин Уинклер и режиссёр Райан Куглер намерены снять два последующих сиквела и создать, таким образом, полноценную трилогию о Криде-младшем. Спустя несколько дней, во время пресс-конференции возле Художественного музея Филадельфии, данную информацию подтвердил и Сильвестр Сталлоне, заявив о готовности вернуться к роли Рокки Бальбоа в будущем. Майкл Б. Джордан, в свою очередь, также выразил желание поработать со Сталлоне и Тессой Томпсон в продолжении картины.
В январе 2016 года Сталлоне и руководитель компании Metro-Goldwyn-Mayer Гари Барбер сообщили о том, что сиквел уже находится в стадии разработки, а предварительная дата выхода намечена на ноябрь 2017 года. Райан Куглер тем временем был назначен на должность постановщика фильма «Чёрная пантера» от Marvel Studios, что сделало невозможным его участие в продолжении в качестве режиссёра. Однако не исключается, что Куглер станет исполнительным продюсером сиквела, а также соавтором предполагаемого сценария, способного вернуть Карла Уэзерса (принимавшего участие в рекламной кампании предыдущего фильма) для съёмок флешбэк-сцены с Аполло Кридом и Рокки Бальбоа при использовании CGI-технологий. Вместе с тем была озвучена и альтернативная идея для сценария, согласно которой сюжет сиквела будет иметь сходство с четвёртым фильмом франшизы и расскажет о подготовке Рокки и Крида-младшего к поединку против некоего русского боксёра. Сообщалось также о возможном появлении сына Рокки Бальбоа, Роберта, роль которого в шестой картине исполнил Майло Вентимилья.

### Музыка
Основная статья: Creed II (soundtrack)

### Вырезанный бой
Изначально для фильма «Крид 2» планировалась сцена драки между Рокки и Иваном Драго в больнице. 
После того, как Адонис был ужасно избит сыном Драго. Навестив Адониса в больнице Рокки собирался уходить, но в этот момент Драго и промоутер появляются в больнице со съемочной группой. Они планировали подняться наверх, к избитому бойцу, но Рокки останавливает их и не подпускает, в результате между Рокки и Иваном завязывается второй бой. Данная сцена всё же была отснята, но в сам фильм в прокате она так и не вошла.

## Маркетинг

### Название
Для рекламы и проката на территории России фильму было присвоено название «Крид 2», а в США — «Creed II». Также в средствах массовой информации он известен под названиями «Рокки 8» и «Крид: Наследие Рокки 2».
На территории Украины фильм рекламировался и вышел в кинотеатральный прокат под названием «Крид 2: Наследие Рокки Бальбоа» (укр. Крід ІІ: Спадок Роккі Бальбоа), локализованное название в Испании — «Крид 2: Наследие Рокки» (исп. Creed II: La leyenda de Rocky).

### Видеоигра
Основная статья: Creed: Rise to Glory

## Отзывы

### Оценки
Фильм получил преимущественно высокие оценки кинокритиков. На сайте Rotten Tomatoes у него 84 % положительных рецензий на основе 290 отзывов со средней оценкой 6,9 из 10. На сайте Metacritic — 66 баллов из 100 на основе 45 рецензий.

### Награды и номинации
| Год  | Премия              | Категория                  | Номинант         | Результат |
| ---- | ------------------- | -------------------------- | ---------------- | --------- |
| 2019 | BET Awards          | «Лучший фильм»             | «Крид 2»         | Номинация |
| 2019 | Black Reel Awards   | «Лучшая мужская роль»      | Майкл Б. Джордан | Номинация |
| 2019 | Black Reel Awards   | «Лучшая музыка к фильму»   | Людвиг Йоранссон | Номинация |
| 2019 | Kids’ Choice Awards | «Любимый актёр жанра экшн» | Майкл Б. Джордан | Номинация |
| 2019 | NAACP Image Award   | «Лучшая мужская роль»      | Майкл Б. Джордан | Номинация |

## Продолжение
В мае 2019 года на Каннском кинофестивале Сильвестр Сталлоне заявил, что не будет принимать участие в третьем фильме об Адонисе Криде и предпочёл бы сняться в новой полноценной ленте о Рокки Бальбоа. В июле было опубликовано интервью изданию Variety, в котором Сталлоне и продюсер Ирвин Уинклер объявили о начале производства нового фильма о Рокки, который разрабатывается отдельно от третьей ленты о Криде.